# 洋ラン

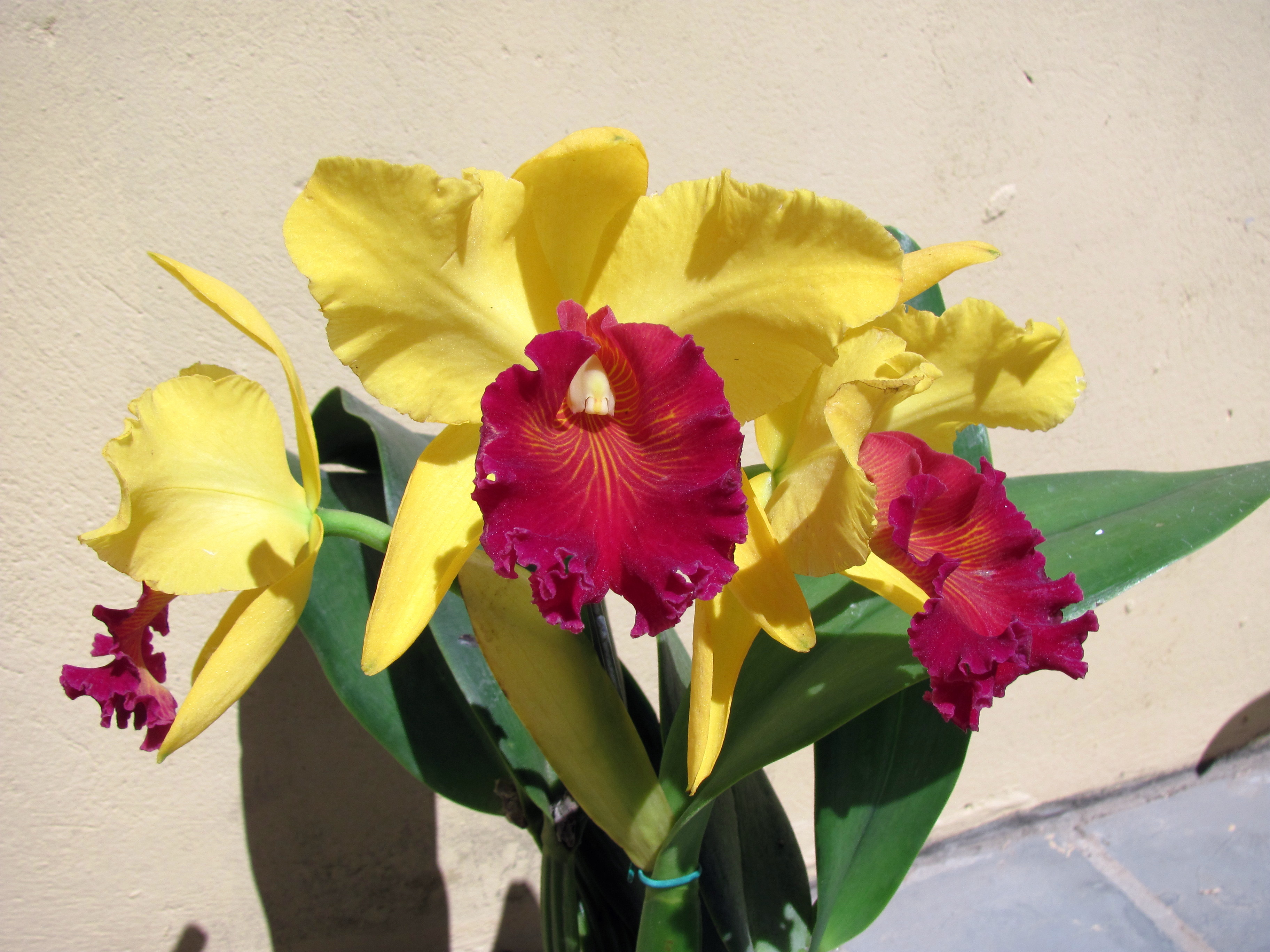
代表的な洋ラン
カトレアの園芸品種

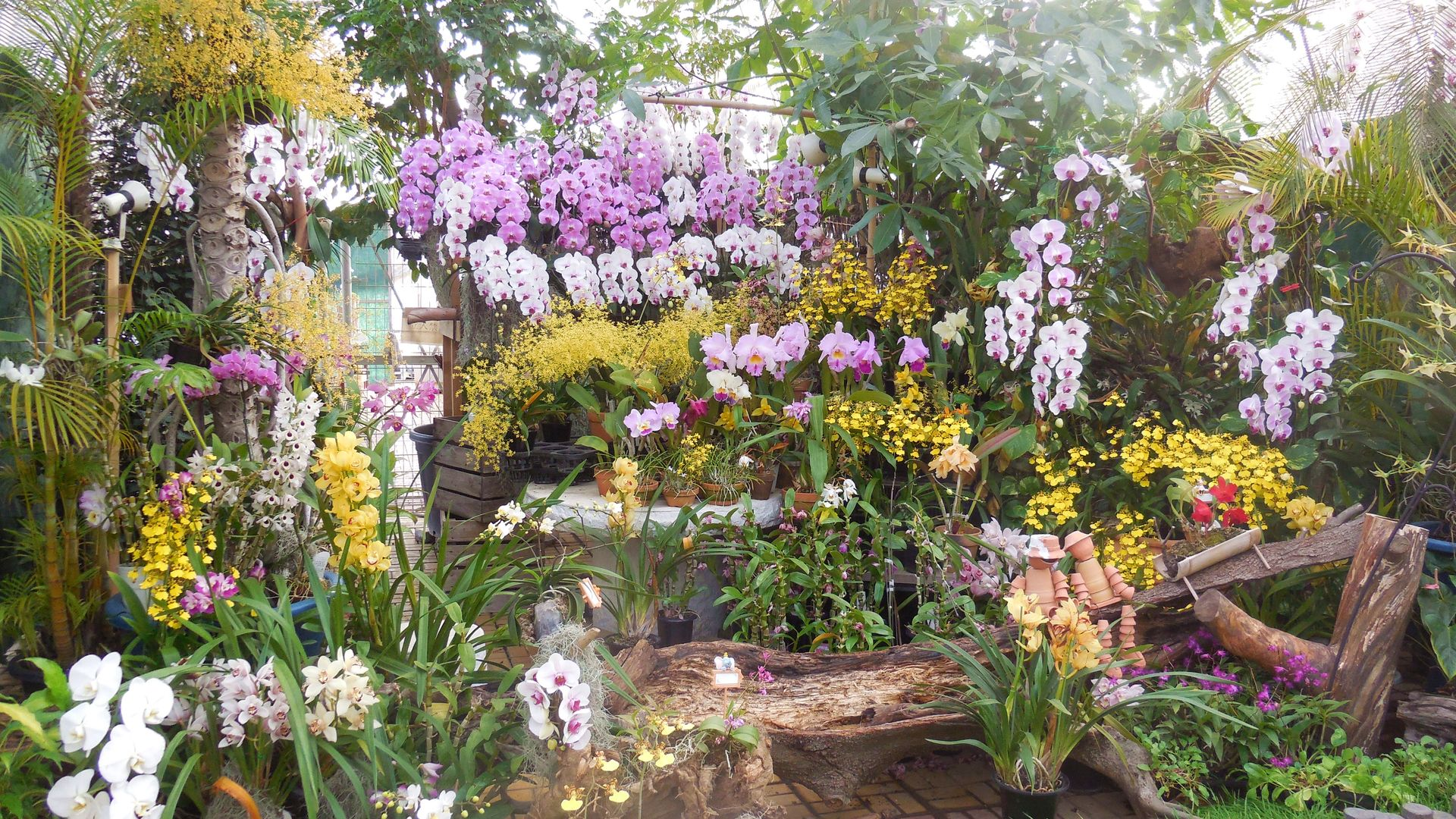
さいたま市園芸植物園の洋蘭エリア

洋ラン（ようラン）は、鑑賞目的で栽培される、主として熱帯起源のラン科植物及びその交配品種のこと。その趣味が欧米経由で日本に入ったことから、この名がある。おおむね、大輪で派手な花をもってよしとする。

## 概要
ラン科の植物は花の美しいものが多く、特に熱帯域ではその種類も多く、美麗なものや不思議な形のものが多数知られている。それらを園芸の立場から洋ランという。野生から採集したものの他、交配などの品種改良も多く行われ、おびただしい数の品種が作られている。ラン科では属間雑種が出来る例も多いことから、人為的な属も多い。ただ、そのような採取のために野生種が絶滅に瀕する例もあったことから、現在では採集に制限がかけられるなどの保護策が講じられている。
栽培は普通は温室で行われるが、熱帯域では屋外で栽培される例も多いし、温帯であっても耐寒性の強い種は野外で維持できる例もあり、必ずしも温室は必須ではない。日本では、むしろ夏の暑さを避ける必要がある例もある。いずれにせよ、ラン科は特殊な菌根を持つこと、着生植物が多いことなど一般的な園芸植物とは違う面が多く、栽培には特殊な素材や鉢を用いるなど、独特な面が多い。
ヨーロッパにおけるラン栽培は、ほぼ18世紀に始まった。当時は温室などが普及しておらず、それを手にするものは少なかったが、やがて栽培技術の向上とともに広く親しまれるようになった。世界各地の熱帯から、新しい種が導入されるとともに、交配によって多くの園芸品種が作られた。19世紀にはアメリカにも導入され、ハワイで洋ラン栽培が一つの産業として定着するに至った。現在では、熱帯の各国で生産が行われている。
その後メリクロン法などの大量増殖の開発、密閉性がよく家庭内暖房の効いた住宅の普及、無菌播種法による交配、品種改良の効率化などによって一般にも広まり、庶民にも普及した一つの園芸のジャンルとして定着している。洋ラン趣味は、元来は栽培をして花を咲かせて楽しむ、と言うものであったが、栽培と繁殖の技術の向上によって安定的な供給が可能となり、開花株や、あるいは切り花の生産販売が産業として成立するようになった。
なお、中国でははるかに古い時代から士大夫など教養人の高尚な趣味として、温帯地上性の小型のシンビディウム属のラン科植物を栽培することが行われ、突然変異個体の選抜による様々な品種が栽培されていた。それらは日本にも伝えられ、中国伝来及び日本に自生するシュンランやカンランのような温帯性シンビディウム属のランに加え、フウランの変異個体の品種群である富貴蘭、及びセッコクの変異個体の品種群である長生蘭とともに東洋ランという違ったジャンルを形成している。なお、近年ではこれらをも洋ランの中に取り込むような動きもある。

## 歴史
洋ラン趣味は、ヨーロッパから始まったもので、特にイギリスがその発祥とされている。このころ、世界各地の品物とともに多くの植物がヨーロッパに持ち込まれ、園芸用に栽培された。熱帯産のラン科植物も、様々なものがヨーロッパに持ち込まれた。
ヨーロッパに熱帯性のランが紹介されたのは、1731年で、西インド産の Bletia verecunda がイギリスに持ち込まれたのが初めてとされ、この種は翌年に開花を見た。1800年代にはバンダ、デンドロビウムなどが紹介され、1823-1825年にはスタンホペアやオンシジウムも導入された。この頃は温室も不完全であり、栽培法もわからない状態であったが、その後は暖房可能な温室も作られるようになり、19世紀半ばにはラン栽培に関する書籍が出版されるようになった。ミズゴケが栽培に用いられるようになったのも、この頃である。
交配品種の作出もこの頃に始まった。1853年にイギリスのヴィーチ商会の栽培主任であったドミニーはオナガエビネとツルランとの交雑を成功させ、1856年に初めて開花させた。この交配種はカランセ・ドミニーと命名された。これ以降多くの交配品種の作出が行われるようになり、1859年にはカトレヤでの種間交雑が、1863年にはレリアとカトレヤの間での属間交雑が行われた。これによって洋ラン栽培において扱われる品種の数がはるかに増大することとなり、情報の混乱も見られるようになった。これを防ぐためにラン商であったサンダー商会が統一したリスト作成を提唱、1946年にそれまでに知られた交配品に関する情報（両親、作出者など）を網羅したリストを作り上げた。それ以降のものについても追加リストの作成が行われ、1961年以降はこの事業が王立園芸協会に引き継がれ、サンダーズリストと呼称されている。ここに記録されている交配品種の数はすでに十万を超えるという。
アメリカでのラン栽培は1836年頃に始まる。1920年には、アメリカラン協会が設立された。
日本には明治の頃に持ち込まれた。明治22年(1889)に子爵福羽逸人がフランス留学から帰国時にシンビジウムやオンシジウムを持ち帰り、明治２７年には新宿御苑に温室が建設されて本格的な洋ラン栽培が始まった。当時の華族や皇族の間で広まった。当初は株分けによる遅々とした増殖しかできず、栽培にも高価な温室が必要で上流階級の趣味か、せいぜい専門業者による高級切り花として販売されるに留まった。
産業としてのラン栽培はカリフォルニアやハワイに始まり、シンガポールやタイへと広がった。日本へは昭和３０年代後半に導入された。沖縄ではデンファレ系の切り花栽培が1975年から急増し、産業として定着するにいたった。
現時点(200年代)において主生産品の位置にいるのはシンビディウム・ノビル系デンドロビウム、それに後発のデンファレ系と胡蝶蘭である。前2者が古くから出回っていたが、それらは開花時期が冬に限られ、そのため年末中心の生産と需要を持っていた。それに対して後2者は春から夏に開花し、そのために中元需要に対応することができるようになった。さらに、それらは栽培技術の進歩もあって周年出荷の形へ展開した。今のところ、この4つ以外に商業的に安定供給されているのはカトレア・パフィオペディルム、それにオンシジウムにミルトニアが少々といったところである。

### 技術革新と大衆化
長い間洋ラン栽培はきわめて高級な趣味と見なされてきた。理由としては特殊な技術や設備が必要であることもあるが、大量増殖がきわめて困難であった点が大きい。これには2つの面があり、一つは種子からの繁殖の困難さ、もう一つには株を増やすことの困難さがある。
そのため、洋ランは長らく極端に高価だった。たとえば唐沢によると、彼が洋ランに手を染めた第二次世界大戦後の日本では、月給が一万円台の時にシンビディウムはバルブで四－五万、良品のカトレアは十万円であった由。
種子に関しては、ラン科植物は莫大な量の種子を作るが、それがあまりにも小さく、しかも貯蔵栄養を持たないという特徴がある。自然界ではいわゆるラン菌が共生することで初めて発芽生育が行われるが、これを人工的に行うのは難しく、例えば親株の根元に蒔くなどの方法も知られてはいたが、成功率は高くなかった。
株の増殖は、改良品種などの系統を維持するには必須である。これに関しては、種類にもよるが,多くのラン科植物は繁殖が早くない。後述の単茎性のものでは何年も一株から増やせない例もあり、複茎性ではもう少しましではあるものの、その増加率は高くなく、例えばシンビディウムでは年に二倍程度と言われた。このことがランの値を高いものとし、1960年代にはものによっては1鉢が月収や年収に相当するなどという話もあった。この状況を激変させたのが無菌播種法とメリクロン技術であった。
無菌播種法は、寒天培地に必要な栄養源を添加したものに種子を散布する方法で、このようにすればラン科の種子が菌の存在なしに発芽成長することはアメリカのナドソンが1922年に発見した。この方法は目的とする種の繁殖法としてだけでなく、交配品種の作成にも大きく預かることになった。ラン科では種間だけでなく、属間でも稔性のある雑種が作れる例が多いが、交雑によって作られた種子の発芽がそれまでは保証できなかったからである。
メリクロンは成長点の組織細胞を人工培養する技法のことで、元来はウイルスに感染した植物からウイルスのない株を取り出す技術として開発されたものだった。1960年にフランスのモレルがこの目的のためにシンビデジウムの茎頂組織から新しい植物体を生育させることに成功した。同時にこの際に培養中に組織が数倍に成長するという点が注目され、むしろ繁殖法として利用できると考えられるようになった。1963年にアメリカのウィンバーがシンビジウムについて液体培地を用い、振とう培養することで繁殖させる方法を開発、さらにモレルは他のラン科植物でも同様な方法が有効であることを示した。現在ではシンビジウムの場合、1年で約4,000倍から17,000,000倍まで増殖が可能という。
この方法はたちまちラン科植物の繁殖法として実用化された。これは、一つにはそれ以前からの無菌旛種法の普及で無菌操作的な技術や装置に対してこの分野ですでになじみがあったこと、それにランが単価の高いものであるために苗代が多少高価になっても需要があったためと考えられる。

## 利用
基本的には観賞用ではあるが、内容的には大きく二つに分かれる。趣味としての栽培と、切り花ないし鉢物として販売することを目的としたものである。
元来は洋ラン栽培は趣味の対象のみであった。栽培に温室など高度の施設が必要である上、繁殖力が低いので、販売するには高価であり、産業として成立しなかったからである。だが、熱帯域の国での栽培が広まることで栽培に施設が不要になり、また上記のような大量繁殖の技術の成立により、遙かに安価に生産が出来るようになったことから、洋ラン栽培は産業として成立するようになった。

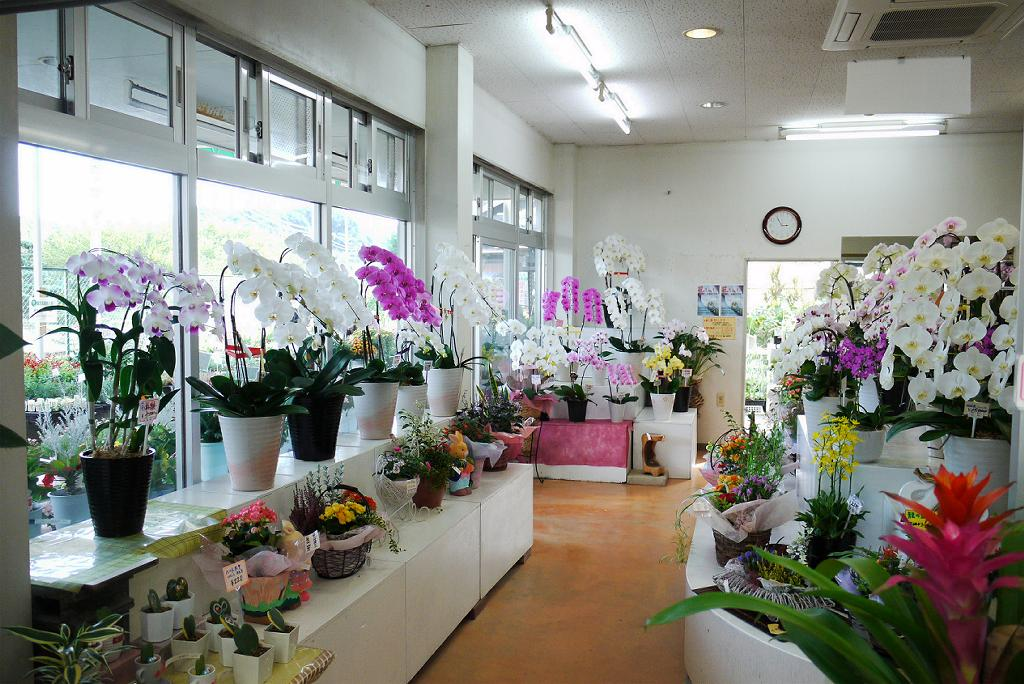
花屋の贈答品コーナー
ほとんどがコチョウラン、右端にデンファレ

現在日本で販売される洋ランではコチョウランがもっとも量が多い。コチョウランとデンファレは周年にわたり、花や開花株が出荷されている。また年末にはこれに多量のシンビディウムが加わり、さらにノビル系デンドロ、オンシジウムやパフィオペディルムも数を増す。これらの多くは贈答用として販売される。それらは見かけの上では鉢物であっても、栽培を前提としない例が多く、使い捨て的に扱われる。それでも根まであるだけに花持ちはよく、一ヶ月程度は鑑賞できる。特に複数の花茎をつける大株仕立ては、実際には個々に開花させた鉢物を出荷時にまとめ植えしただけで、表面のマルチをはがすと大鉢にビニール鉢がそのままで入っている例も多い。栽培をする場合には、そのままでは水やりすら非常に困難で、取り分けた上で植え替えをすることが推奨されている。

### 季節に関して
洋ランは多くが熱帯域のものなので、季節は関係ないかと言えば、必ずしもそうではない。もちろん多くの群が含まれるので一概には言えないが、はっきりと開花期を選ぶものは多い。
特に販売量の多いものではシンビディウムとノビル系デンドロビウムにそれが顕著で、いずれも寒冷期に花芽を分化し、その後に開花する。そのため、開花株が流通するのは冬から春に限定される。他方でデンファレ系は熱帯多雨林の産するもので、温度さえあれば通年開花する。コチョウランも低温で花芽を分化するが、さほどの低温を要求しないので温度管理によって開花株が通年流通している。カトレア類では種によって冬咲き、夏咲きなどの別があり、交配種では開花期が不明確になる傾向がある。

## 類型
洋ランと言われるものは、ほとんど世界中の熱帯地方からもたらされたものと、それらを交配して得られた園芸品種によって構成されている。シンビディウム属の一部やパフィオペディルム属などを除くとその多くが着生植物であるため土に植えるには適さないものが多く、栽培には鉢植えの場合はミズゴケ、樹皮チップなどが、自生状態と同じ着生状態での栽培にはヘゴ板、コルクの未加工の樹皮などが用いられる。
対象となる属はきわめて多岐にわたるが、それらを大きく区別する類型が幾つかある。

### 成長の仕方について
成長の型として、単茎性と複茎性がある。
- 単茎性：茎は先端に向かって伸びつつけ、葉を出し続ける。ファレノプシス・バンダなど。

このタイプのものは、茎の先端が無限成長する形を取る。増殖させるには側方に芽が出たときに、それが成長するのを待って切り分けるが、その数は多くないのが普通で、繁殖力は比較的弱い。
- 複茎性：茎はある期間（大抵は１年）だけ伸びて葉をつけると成長を止め、次にはその茎の基部から新しい茎を伸ばす。カトレア・デンドロビウムなど

多くの洋ランがこの形を取る。茎は多くは肥厚してバルブ（偽球茎）と呼ばれ、その上に葉をつける。バルブは特定数の葉を出すと成長を止め、新しい茎がその基部から出るか、匍匐茎を伸ばしてその先につける。結果として、複数のバルブが林立する形になる。この場合、新しいものをリードバルブという。それ以前のものは葉を失っても残存する場合が多く、これをバックバルブという。バックバルブはそこから花を出す場合もあり、そうでなくても栄養貯蔵の役割を担うため、不要部ではない。
この型のものは、複数の茎が並ぶ形になるため、それを切り分けることで株分けで増やすことが出来る。そのため繁殖は容易なものが多い。
- パフィオペディルムはバルブが無く、見かけでは単茎性にも見えるが、実際は複茎性で、葉の間から花が咲くとその茎は成長を止め、新たな芽はその側方から出る。

### 温度に関して
栽培温度に関連して、高温性・中温性・低温性を区別する。
- 高温性のものは、年間を通じて高い温度を求めるもので、冬季でも20度程度の温度が必要になる。普通はしっかりと加温の出来る温室で栽培しなければならない。往々にして熱帯域の低地に生育するものである。ファレノプシス、バンダなどが有名。
- 低温性のものは、冬季に10度程度（ものによってはそれ以下で）栽培可能なもので、普通の家庭でも室内で維持が可能である。乾季と雨季のある地域や、より高緯度の地域に分布するもので、往々にして冬季は休眠するため乾燥させて過ごさせる。シンビディウム、ノビル系のデンドロビウムなど。
- 中温性のものは、両者の中間程度のもの。

このほかに、クールタイプと呼ばれるものがある。これはむしろ夏の暑さに対する耐性の問題である。熱帯地方の標高の高い地域に生育する種には、夏の高温に耐えられないものが多く、それらはむしろ冷房によって温度を下げ、さらに湿度を与えた条件を作ってやらなければならない。ミルトニア、マスデバリアなど。

## 名前と扱い
洋ランの名前は、学名と、独特の個々の名前とで呼ばれる。それらは、主に英国王立園芸協会の管理下にあるサンダーズリスト（Sander's List of Orchid）に集約されており、これによって国際的な統一が図られている。人為的な新品種は、それが新しいものであることが認められれば有償で登録される。
原種の場合、基本的には学名のままで呼ばれ、さらに亜種や変種、品種名があればそれを添える。分類学上で扱いが変わった場合、たとえば分類体系の見直しで属名が変わった場合には、それはこの分野にも反映される。ここまでの範囲では、植物の分類学における扱いと同じである。
20世紀末よりの生物分類学における分子系統と分岐分類学による洗い直し、分類体系の見直しはこの分野においても大きな変化を与え、多くの属が組みかえられたり再編されたりしている。これらの変更はこの分野での呼び名にも素早く反映されるようになっており、そのために呼称が変更になる例は非常に多く、その扱いには注意が必要となっている。
種間、あるいは属間の交配で作出されたものについては、両親が同じものは同じ名で呼ぶ。その際の種小名にあたる部分にはそれなりの名が与えられるが、ラテン語化するなどの縛りはなく、また一つの単語でなくてもよい。表記上は頭文字を大文字で書く（学名の種小名は小文字で始まる）。
また、原種であれ交配品であれ、名称は同じであっても、特に鑑賞上優秀な個体、あるいは系統を個別に扱うことがある。これは個体名と呼び、学名のあとにシングルクォーテーションで囲んで示される。これは、一般的な用語における品種名に当たる。
以下のような使い方が慣例的に行われる。
- 属間雑種では、全く新しい名を与える場合もあるが、両属の学名、あるいはその一部をつなげる形で新たな属名が与えられる。

例：レリア Laelia ×カトレア Cattleya ＝レリオカトレア ×Laeliocattleya
- 学名は長くなりがちなので、属名は往々にして略号で表記される。これも上記リストで標準的な略号が決められている。

例：カトレア（C.）・パフィオペディルム（Paph.）・デンドロビウム（Den.）・シンビディウム（Cym.）
このような情報は個々の株にとって重要であり、また実物を見るだけでは判断しがたい場合もあるため、それらはラベルも記録し、それを失わずに添付することが重視される。ラベルにはさらにその株の受賞記録なども記入される。

## 種類
代表的なものを以下に記す。特に、カトレヤ・パフィオペディルム・デンドロビウム・シンビディウムの四属が有名で、これらを四大洋ランと言うこともある。近年はコチョウランとバンダも普及が進んでいる。
- カトレヤ(Cattleya)

着生植物・中南米原産、代表的な洋ラン、棒状のバルブに葉が１枚、花は平らに開き、唇弁と花弁が広がって派手。近縁のレリア属などとの属間雑種が多数あり、それらもこの名でまとめられる。
- パフィオペディルム(Paphiopedilum)

地生植物・葉は根生、唇弁が袋状
- デンドロビウム(Dendrobium)

着生植物・セッコクの仲間、棒状のバルブに葉が多数。ノビル系とデンファレ系が有名
- シンビディウム (Cymbidium)

地生植物と着生植物の両方の種がある。丸いバルブから細長い葉を根出状に出し、花茎に花を多数つける。花は花弁が抱える傾向。
- バンダ（ヒスイラン属 Vanda）

着生植物。茎は長く伸び、葉を多数並べる。花は平らに開く。
- コチョウラン属（またはファレノプシス Phalaenopsis）

着生植物。茎はごく短く、平らに広がる葉が重なるように生じる。花茎は長く伸び、丸く広がる花を多数つける。唇弁は小さい。
- オンシジューム(Oncidium)

着生植物。楕円形のバルブの先から複数の葉をつける。花茎は分枝し、花を多数。花は唇弁だけが大きい。花色は黄色系が有名。
- マスデバリア（Masdevallia）

中南米の高地に産する着生種。風変わりな花を咲かす。
- バルボフィラム（マメヅタラン属）

着生種。ラン科最大の属。卵形のバルブに葉が1枚。花は奇妙な形のものが多い。